# Motocyklowe Grand Prix Badenii-Wirtembergii
Motocyklowe Grand Prix Badenii-Wirtembergii – eliminacja Motocyklowych mistrzostw świata rozegrana tylko w sezonie 1986. Wyścig odbył się na torze Hockenheimring w Hockenheim.

## Lista zwycięzców
| Rok  | Data             | 80 cm³                | 125 cm³                  | 250 cm³ | 500 cm³ |
| ---- | ---------------- | --------------------- | ------------------------ | ------- | ------- |
| 1986 | 28 września 1986 | Gerhard Waibel (Real) | Fausto Gresini (Garelli) |         |         |